# Heliophisma demaculata
Heliophisma demaculata är en fjärilsart som beskrevs av Embrik Strand 1914. Heliophisma demaculata ingår i släktet Heliophisma och familjen nattflyn. Inga underarter finns listade i Catalogue of Life.